# Bacdafucup
Bacdafucup – debiutancki album amerykańskiej, reprezentującej Hardcore Rap grupy Onyx. Płyta zawierała singiel „Slam”, który był bardzo często puszczany i w radiu i w telewizji (W MTV i BET), prowadząc utwór do 4. pozycji w Billboard Hot 100. Album osiągnął status Platynowej Płyty w klasyfikacji RIAA 25 października 1993.
Oprócz Slam, jeszcze dwa single były notowane na listach przebojów: Throw Ya Gunz i Shiftee. Singlem promocyjnym albumu był Bacdafucup.
W 1998 roku magazyn The Source wybrał album jako jeden ze 100 najlepszych płyt hiphopowych.

## Lista utworów
1. „Bacdafucup” – 0:48 (produkcja Chyskillz & Jam Master Jay)
2. „Bichasniguz” – 3:54 (produkcja Chyskillz & Jam Master Jay)
3. „Throw Ya Gunz” – 3:16 (produkcja Chyskillz)
4. „Here 'N' Now” – 3:40 (produkcja Chyskillz)
5. „Bust Dat Ass” – 0:37 (produkcja Chyskillz & Jam Master Jay)
6. „Atak of da Bal-Hedz” – 3:12 (produkcja Kool Tee)
7. „Da Mad Face Invasion” – 0:46 (produkcja Chyskillz & Jam Master Jay)
8. „Blac Vagina Finda” – 3:12 (produkcja Chyskillz & Jam Master Jay; koprodukcja Jeff Harris)
9. „Da Bounca Nigga” – 0:29 (produkcja Chyskillz & Jam Master Jay)
10. „Nigga Bridges” – 4:12 (produkcja Jam Master Jay & Jeff Harris; koprodukcja Chyskillz)
11. „Onyx Is Here” – 3:03 (produkcja Chyskillz & Jam Master Jay)
12. „Slam” – 3:38 (produkcja Chyskillz & Jam Master Jay)
13. „Stik 'N' Muve” – 3:20 (produkcja Jam Master Jay & Jeff Harris; koprodukcja Chyskillz)
14. „Bichasbootleguz” – 0:27 (produkcja Chyskillz & Jam Master Jay)
15. „Shifftee” – 4:19  (produkcja Chyskillz & Jam Master Jay)
16. „Phat ('N' All Dat)” – 3:17 (produkcja Chyskillz)
17. „Da Nex Niguz” – 4:07 (produkcja Kool Tee)
18. „Getdafucout” – 1:08 (produkcja Chyskillz & Jam Master Jay)

## Single
| Informacje                                                                |
| ------------------------------------------------------------------------- |
| „Throw Ya Gunz” - Wydany: 27 listopada 1992 - B-side: „Blac Vagina Finda” |
| „Shiftee” - Wydany: 28 września 1993 - B-side: „Bichasniguz”              |
| „Slam” - Wydany: 11 maja 1993 - B-side: „Da Nex Nigguz”                   |

## Notowania albumu
| Rok  | Album      | Pozycja       | Pozycja                | Pozycja |
| Rok  | Album      | Billboard 200 | Top R&B/Hip-Hop Albums |         |
| ---- | ---------- | ------------- | ---------------------- | ------- |
| 1993 | Bacdafucup | 17            | 8                      |         |

## Notowania singli
| Rok  | Piosenka        | Pozycja           | Pozycja               | Pozycja         | Pozycja                            |
| Rok  | Piosenka        | Billboard Hot 100 | Hot R&B/Hip-Hop Songs | Hot Rap Singles | Hot Dance Music/Maxi-Singles Sales |
| ---- | --------------- | ----------------- | --------------------- | --------------- | ---------------------------------- |
| 1993 | Throw Your Gunz | 81                | 61                    | 1               | 24                                 |
| 1993 | Slam            | 4                 | 11                    | 1               | 1                                  |
| 1993 | Shifftee        | 92                | 52                    | 2               | 14                                 |